# Neaufles-Saint-Martin
Neaufles-Saint-Martin è un comune francese di 1 211 abitanti situato nel dipartimento dell'Eure nella regione della Normandia.

## Società

### Evoluzione demografica
Abitanti censiti